# Interchannel
Interchannel (株式会社インターチャネル, Kabushiki-gaisha Intāchaneru) est un ancien studio de développement et éditeur de jeux vidéo japonais fondé en 1987 et basé à Shinjuku, arrondissement de Tokyo. Connue principalement pour ses productions vidéoludiques, l'entreprise élargit ensuite son activité aux services liés à la téléphonie mobile.

## Histoire
Interchannel est créée en octobre 1995 à Tokyo.
À l'origine filiale de NEC à 70 %, elle est revendue à Index (désormais filiale de Sega) en 2004 pour environ 3 milliards de yens (approximativement 28 millions de dollars). 
L'entreprise ferme en 2013[réf. nécessaire].